# Casa municipal de Praga

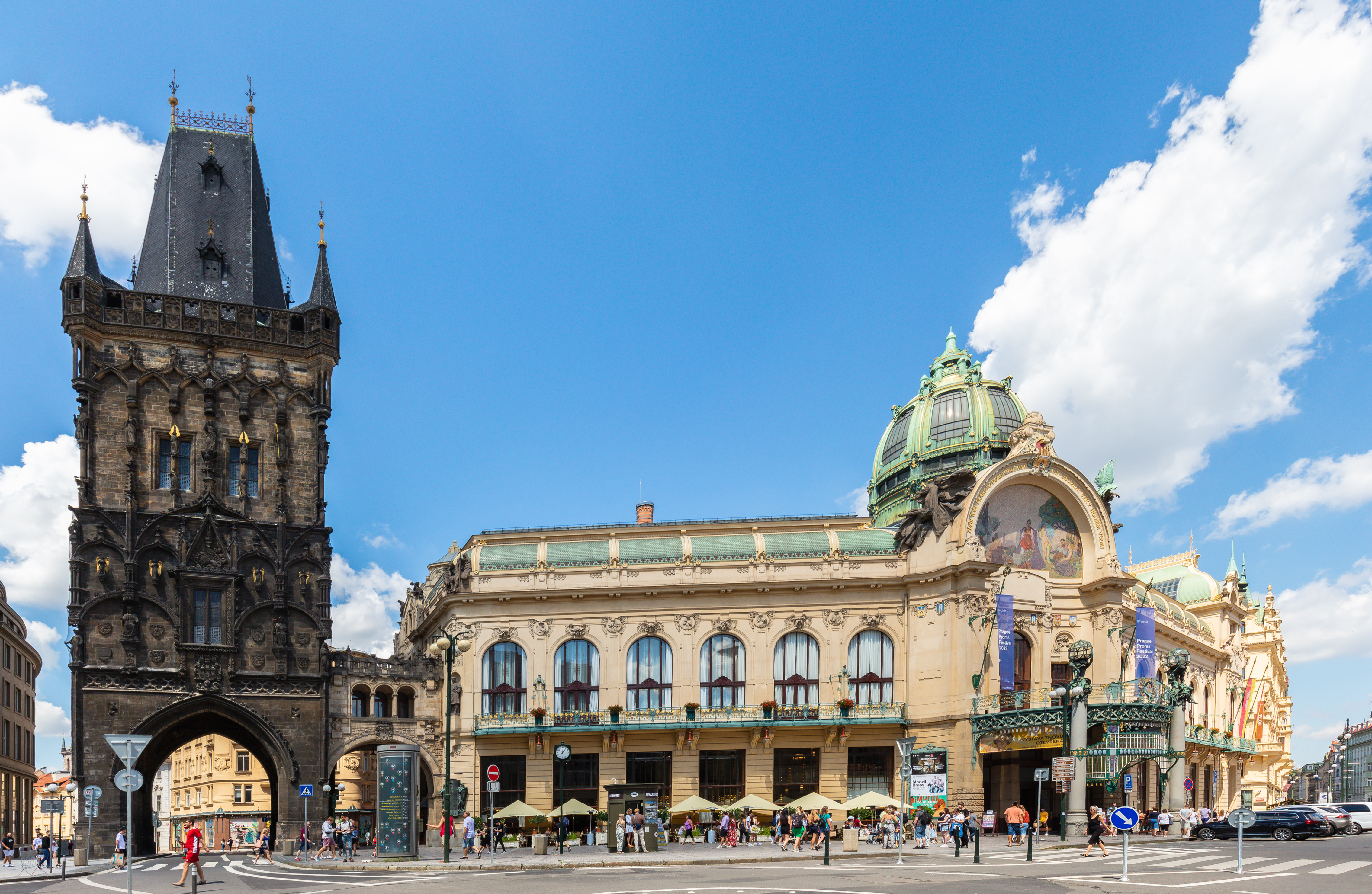
Torre de la Pólvora y casa municipal.

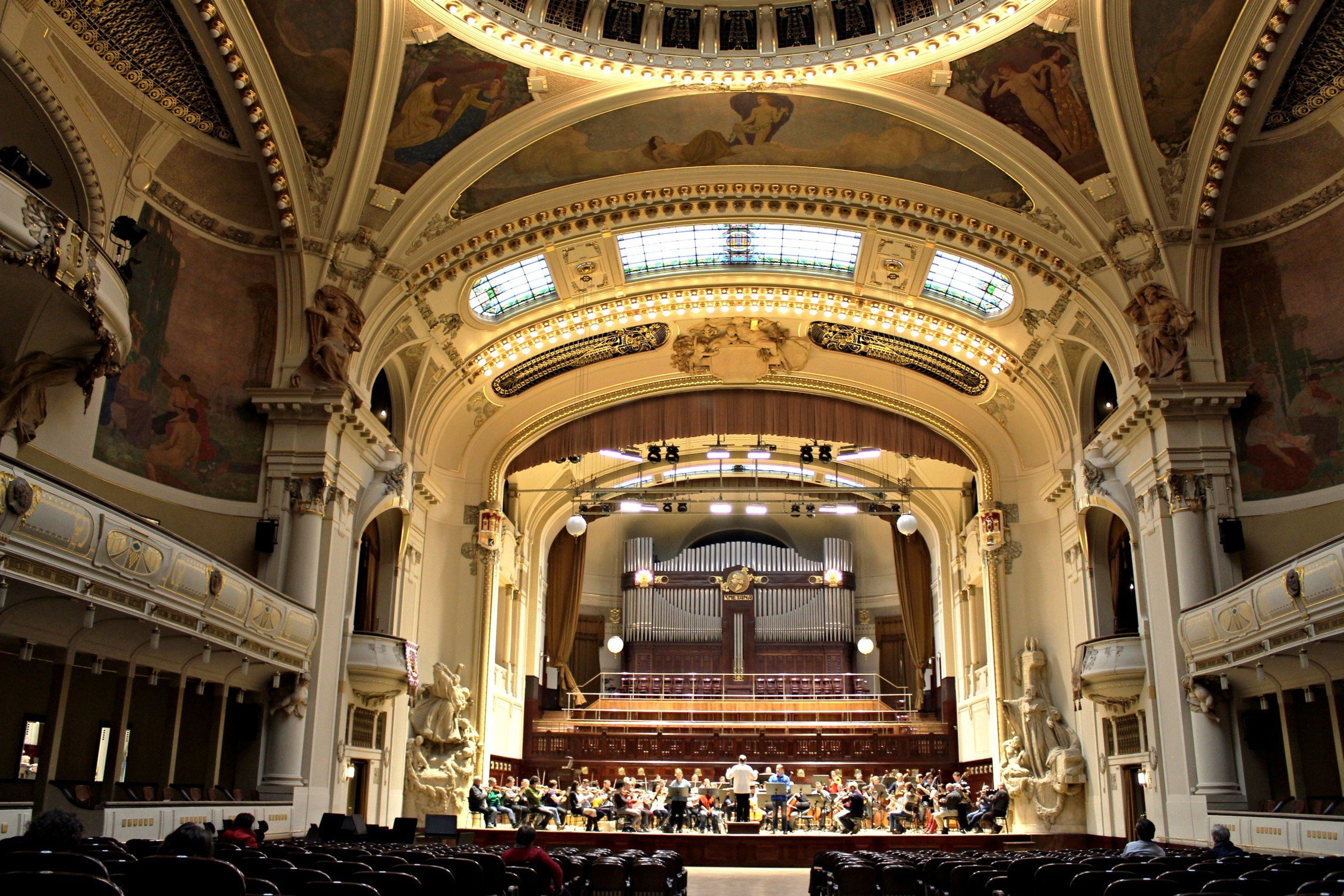
La sala Smetana.

La Casa Municipal de Praga (en checo: Obecní dům) es un auditorio y un punto de referencia cívico en la ciudad de Praga, además de un edificio importante en la historia arquitectónica y política de la República Checa. Se considera la obra puntera del arte modernista checo. Se sitúa en la Plaza de la República, muy cerca de la Torre de la Pólvora, y se utiliza para fines representativos.

## Historia
En el lugar de la Casa Municipal originalmente se encontraba la residencia urbana de los reyes checos, El Patio Real. Lo mandó construir el rey Venceslao IV, hijo del famoso emperador Carlos IV, en el año 1380.  Así trasladó la corte del Castillo de Praga a la Ciudad Vieja. Fue la residencia de los reyes desde el 1383 hasta el 1484.
En este edificio se dieron dos significativos actos de violencia, el primero en 1418, cuando Ziska, jefe de los husitas, arrojó por sus balcones al burgomaestre y 30 senadores; el segundo, en el año de 1618, cuando el conde de Thur lanzó por la ventana del castillo de Praga a dos consejeros imperiales católicos, suceso que motivó la guerra de los Treinta Años.
La Casa Municipal estaba compuesta por el Palacio Real, las casas de los cortesanos, balnearios y un jardín. Después de Venceslao IV subió al trono su hermano Segismundo de Luxemburgo, su yerno Albrecht II de Habsburgo, Ladislao Pohrobek y Vladislao de Jagellon, quien finalmente trasladó la corte otra vez al Castillo de Praga. Cuando en Bohemia empezó a reinar la dinastía de los Habsburgos en 1526, el Patio Real se quedó olvidado hasta el año 1631, cuando el lugar fue comprado por el cardenal Arnošt Harrach, quien fundó allí un seminario obispal.
En 1689 tuvo lugar un gran incendio, después del cual quedaron solo los restos de todo el complejo. Aun así, la Iglesia no abandonó el lugar, fundó un nuevo seminario y además se construyó la iglesia de San Adalberto. En 1776 el seminario obispal fue trasladado a Clementinum, y el antiguo Patio Real se convirtió en  cuartel y escuela militar. Más tarde, durante los años 1902-1903 fueron derrumbados todos los edificios pertenecientes al complejo.
Del Palacio Real hasta hoy en día se conserva solo el nombre de la calle vecina Královodvorská (calle del Patio Real) y el paso a la vecina Torre de la Pólvora. La Casa Municipal se encuentra en el comienzo del Camino Real, ya que desde allí salían los cortejos  reales. Este edificio tiene mucha importancia también  en la historia checoslovaca. El 28 de octubre de 1918 se proclamó aquí la Primera República checoslovaca y luego en el año 1989 fue La Casa Municipal, donde tuvo lugar el encuentro del gobierno comunista con los representantes del Foro Cívico liderado por Václav Havel.

## Arquitectura
La Casa Municipal fue construida en los años 1905-1911 según los proyectos de los arquitectos checos Antonín Balšánek y Osvald Polívka con el fin de encargarse de la función representativa que hasta aquel entonces desempeňaba el Ayuntamiento de la Ciudad Vieja.
En su decoración participaron los escultores y pintores checos más famosos de principios del siglo XX, como por ejemplo Max Švabinský, Fratišek Ženíšek, Ladislav Šaloun, Karel Novák, Josef Mařatka, Josef Václav Myslbek, Alfons Mucha, Jan Preisler y Mikoláš Aleš.
Los interiores constan de varias salas, de las cuales la más famosa es la Sala Smetana que sirve como sala de conciertos para 2000 personas.